# Sardieu
Sardieu ist eine französische Gemeinde mit 1.184 Einwohnern (Stand: 1. Januar 2022) im Département Isère in der Region Auvergne-Rhône-Alpes. Sie gehört zum Arrondissement Vienne, zum Kanton Bièvre und zur Communauté de communes Bièvre Isère. Die Einwohner werden Pajaytois genannt.

## Geografie
Die Gemeinde Sardieu liegt im Westen des Plateau de Bièvre im Bereich des Flusssystems Rival, Raille und Oron, etwa 31 Kilometer südöstlich von Vienne. Umgeben wird Sardieu von den Nachbargemeinden Ornacieux-Balbins im Norden, La Côte-Saint-André im Nordosten und Osten, Saint-Siméon-de-Bressieux im Südosten, Châtenay im Süden, Marcilloles im Südwesten und Westen sowie Penol im Westen und Nordwesten.

## Bevölkerungsentwicklung
| Jahr                       | 1962 | 1968 | 1975 | 1982 | 1990 | 1999 | 2006 | 2013 | 2021 |
| Einwohner                  | 470  | 453  | 473  | 522  | 555  | 600  | 829  | 1066 | 1174 |
| Quellen: Cassini und INSEE |      |      |      |      |      |      |      |      |      |

## Sehenswürdigkeiten
- Kirche Sainte-Madeleine

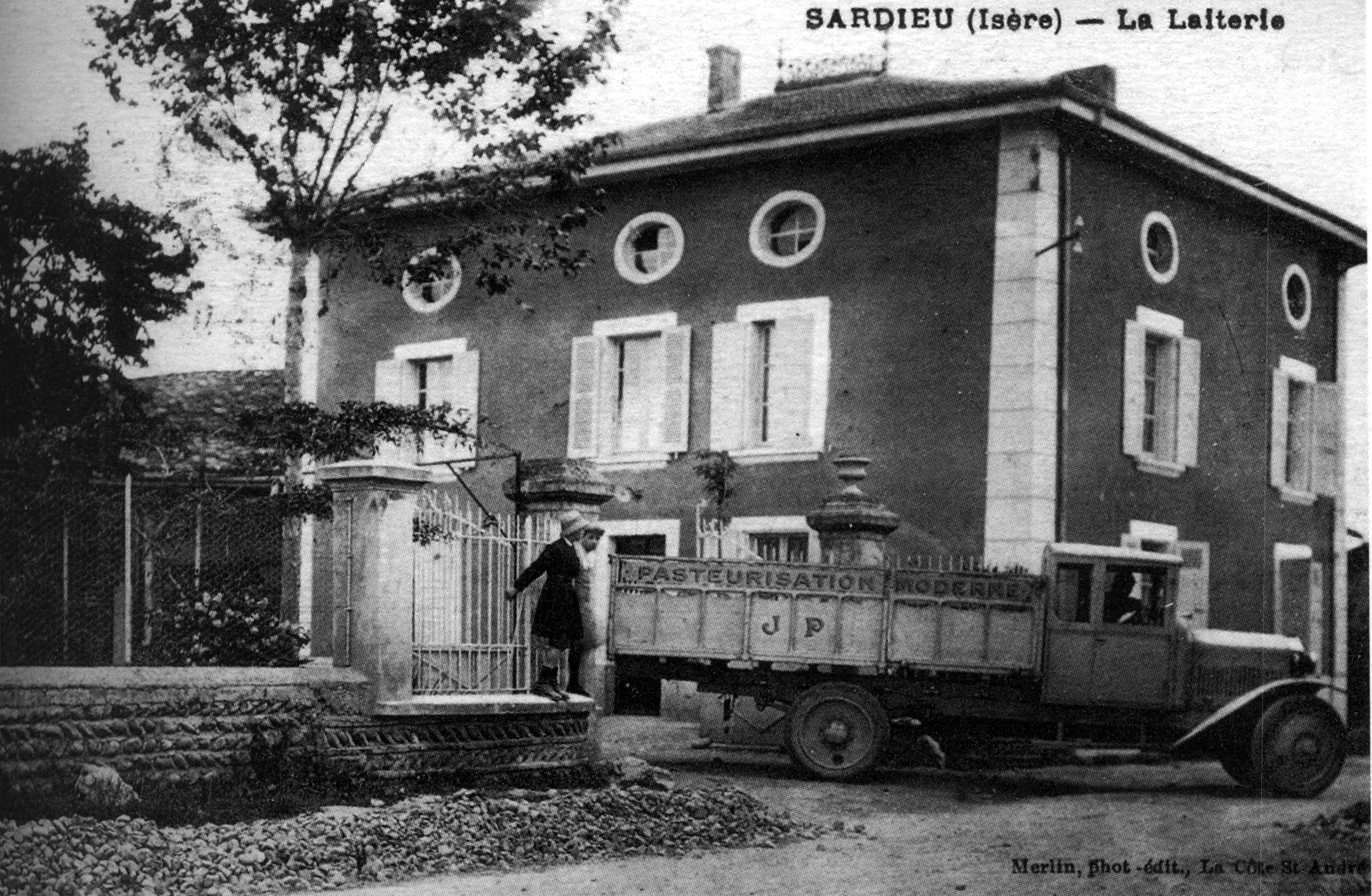
Ehemalige Molkerei um 1930